# Сармеде
Сармеде (итал. Sarmede) — коммуна в Италии, располагается в провинции Тревизо области Венеция. Граничит с коммунами Канева, Каппелла-Маджоре, Кординьяно, Фрегона.
Занимает площадь 17 км². Почтовый индекс — 31026. Телефонный код — 0438.
Покровителями коммуны почитаются святой Панкратий Римский, празднование 12 мая, и sant’Antonio.
Сармеде известна благодаря Монтанерскому расколу в 1960-х годах.

## История
В конце 1960-х годов здесь произошёл Монтанерский раскол. Почти все жители фракции Монтанер муниципалитета Сармеде решили перейти из католицизма в православную веру из-за разногласий с архиепископом Витторио-Венето, монсеньором Альбино Лучиани, назначенным папой Ионном Павлом I.

## Демография
К концу декабря 2004 года общее число населения составило 3087 человек.

## Известные жители
- Штепан Заврел[англ.] (1932—1999) — чешский художник и писатель
- Джанни Де Бьязи (р. 1956) — итальянский футболист, тренер сборной Азербайджана по футболу.